# Rödbröstad tukan
Rödbröstad tukan (Ramphastos dicolorus) är en fågel i familjen tukaner inom ordningen hackspettartade fåglar.

## Utbredning och systematik
Fågeln förekommer i regnskog från sydöstra Brasilien till östra Paraguay och nordöstra Argentina. Den behandlas som monotypisk, det vill säga att den inte delas in i några underarter.

## Status
IUCN kategoriserar arten som livskraftig.

## Bilder

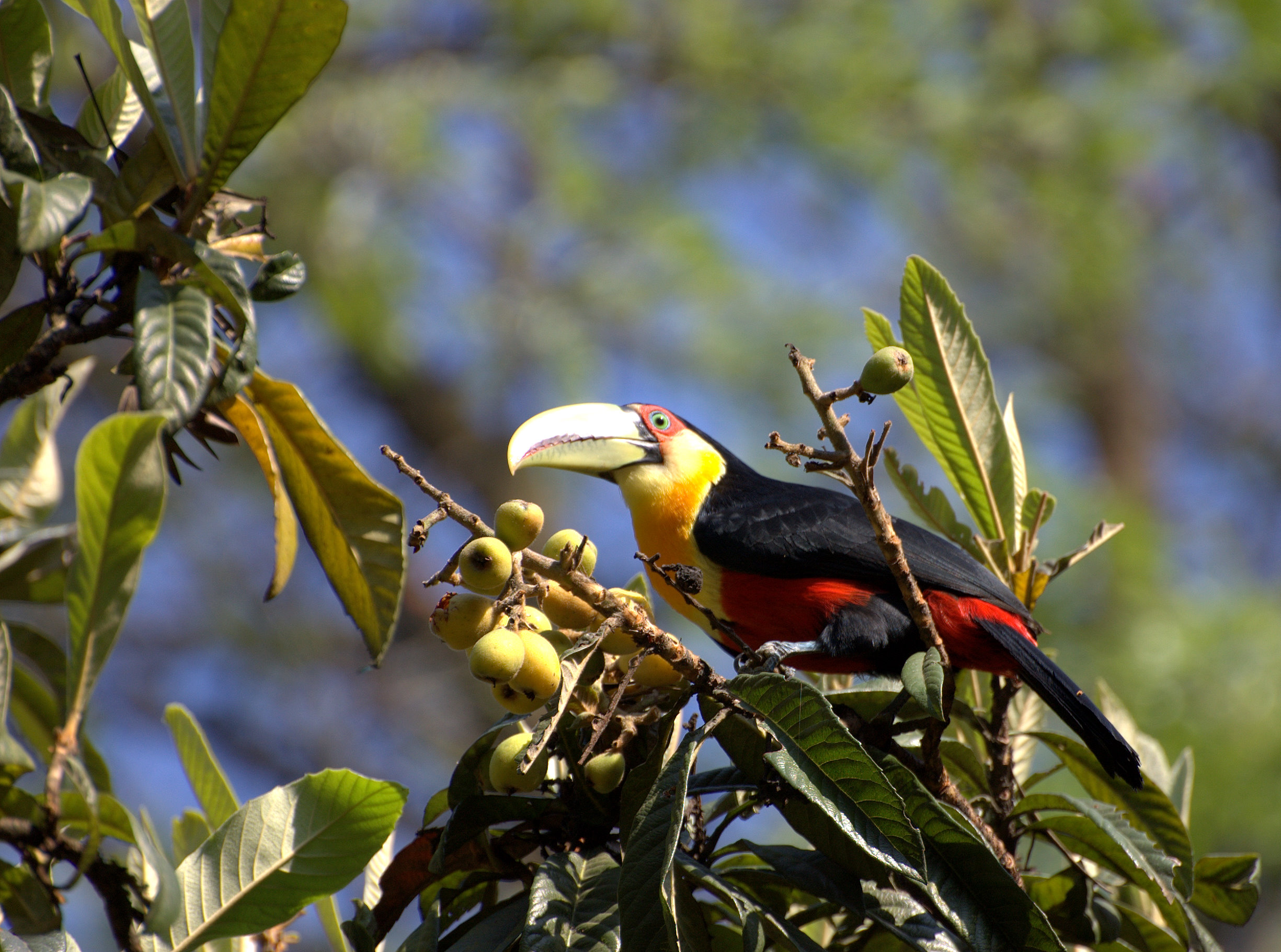
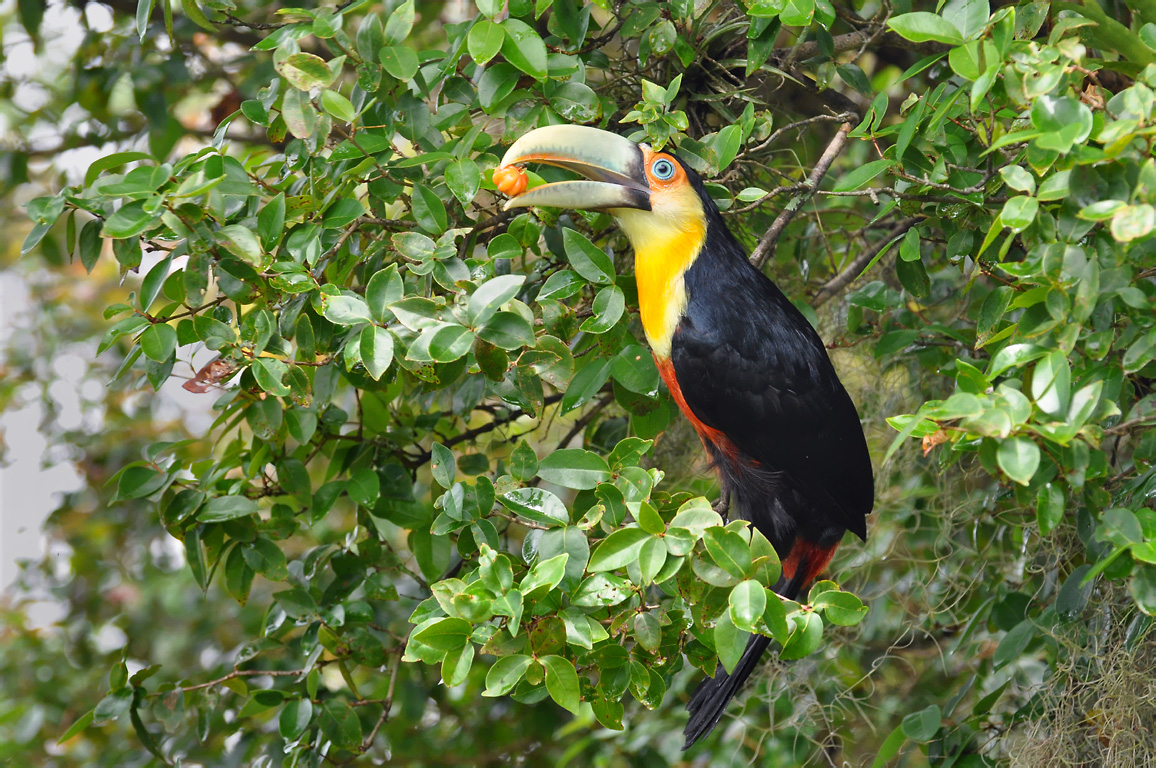
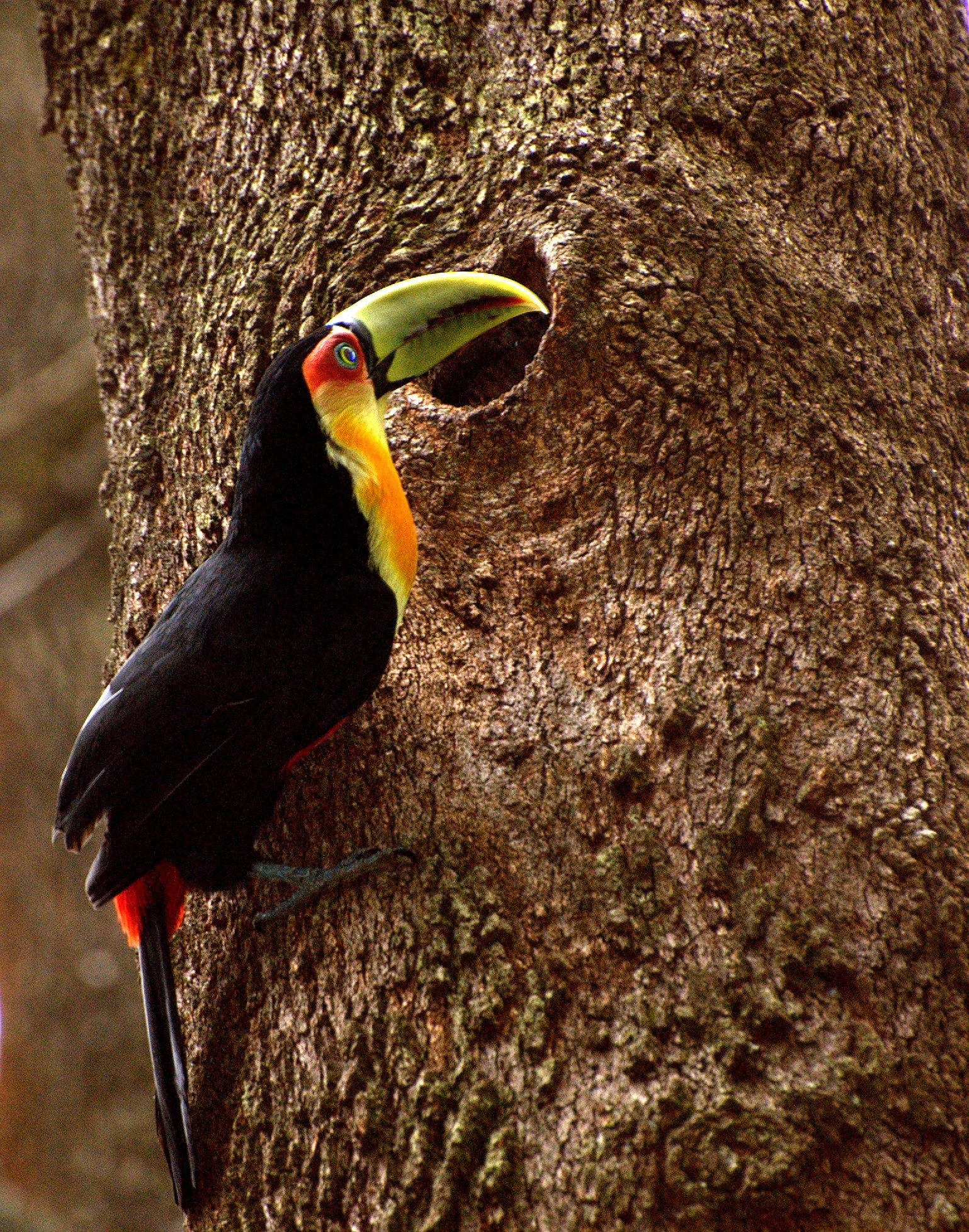
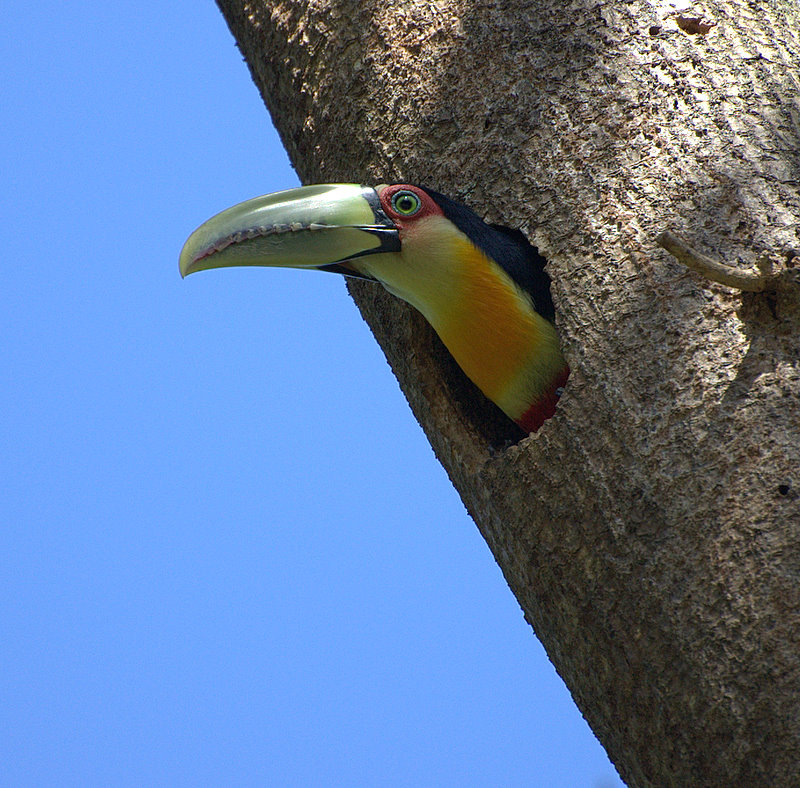
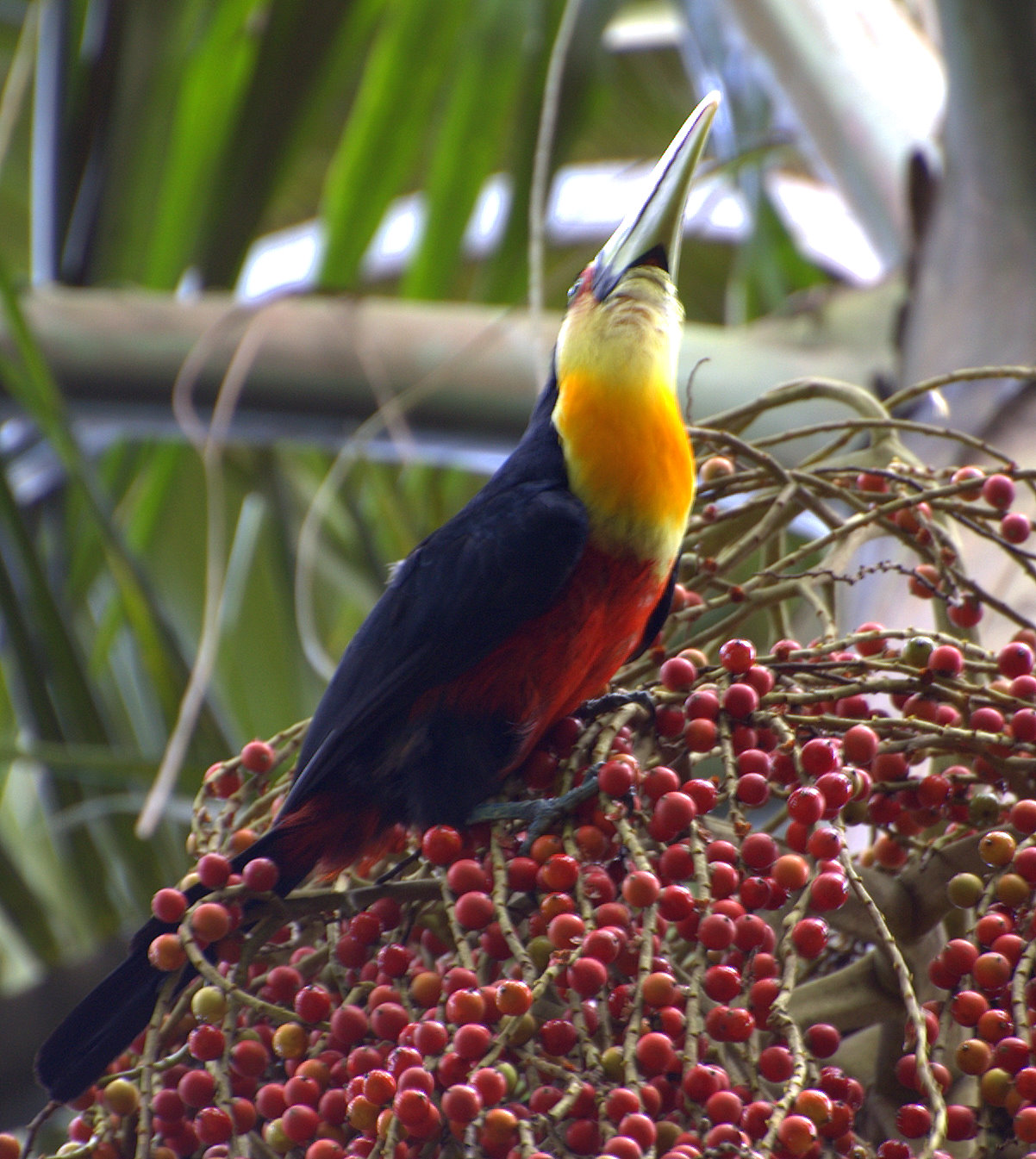
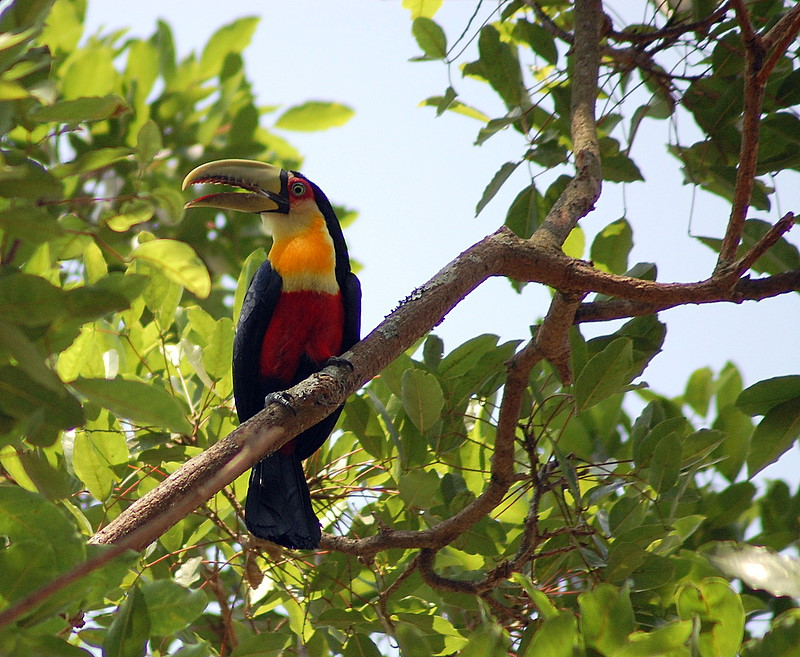
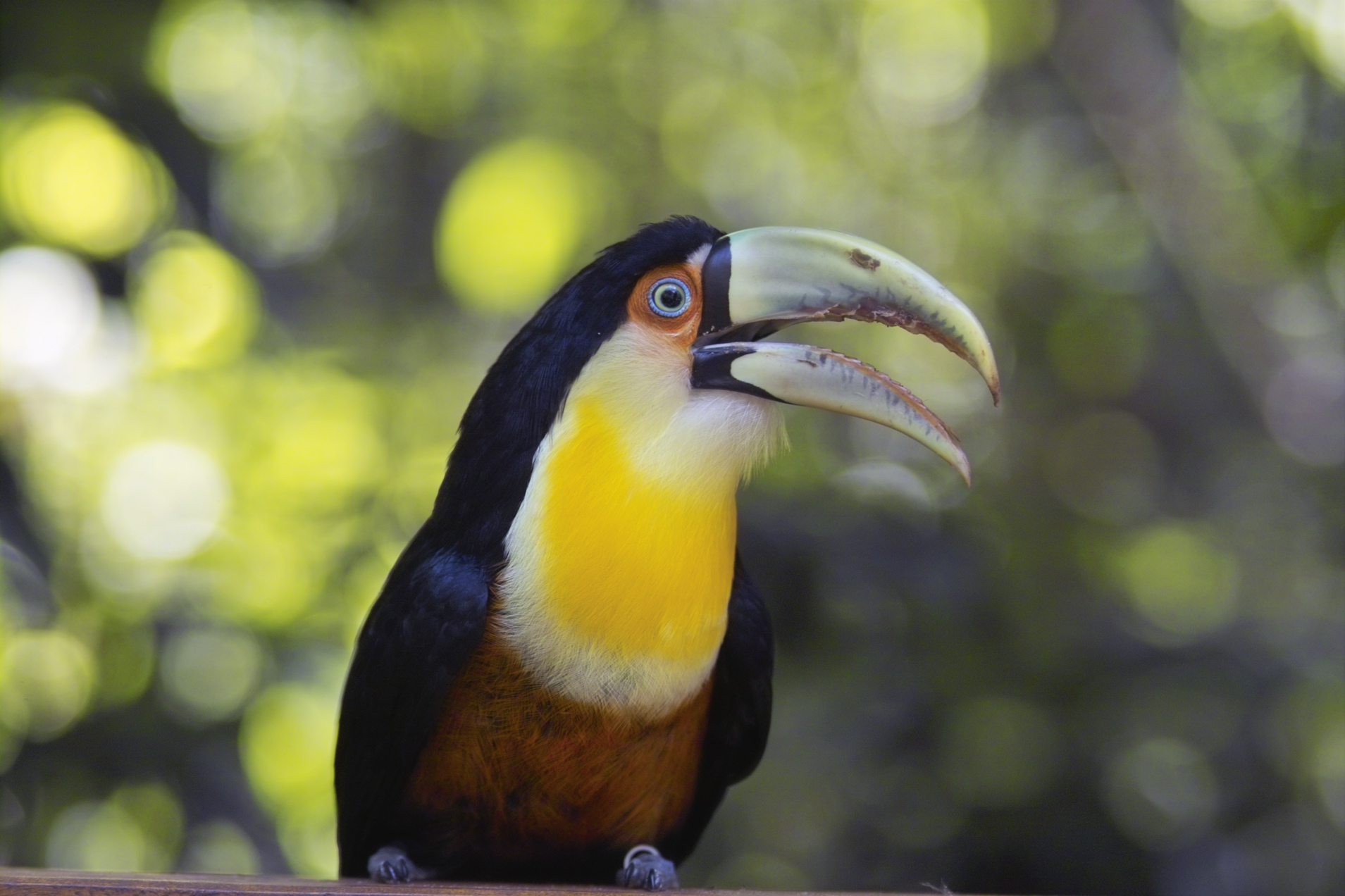